# Sōmen
Sōmen (japanisch 素麺, auch 索麺 kana そうめん, koreanisch 소면 Somyeon Hanja 素麵 chinesisch 素麵 / 素面, Pinyin Sùmiàn) sind sehr feine, lange, runde weiße Fadennudeln aus Weizenmehl mit kurzer Kochzeit. Im Gegensatz zu den meisten anderen japanischen Nudelarten wird der Teig nicht ausgerollt und in Streifen geschnitten, sondern in die Länge gezogen. Neben der Küche in Japan wird Sōmen in der koreanischen Küche als somyeon und in der chinesischen Küche als sumian gegessen.

## Herstellung
Der Teig besteht aus Weizenmehl, Salz und Wasser, die genaue Rezeptur wird je nach Wetter bei der Produktion angepasst. Er wird geknetet, zu einer großen Scheibe ausgerollt und spiralförmig in ein langes, flaches Band geschnitten. Um ein Austrocknen des Teiges zu verhindern, wird er während der folgenden Schritte mehrmals mit Pflanzenöl, meist Baumwollsamenöl, eingestrichen. Der Nudelteig wird nun nach und nach länger gezogen und dabei zwischendurch immer wieder stehen gelassen, um zu reifen und zu ruhen. Nun werden die Nudeln über Stäbe gehängt und noch dünner ausgezogen. Nach Erreichen der gewünschten Dicke werden die Sōmen getrocknet, auf die passende Länge geschnitten und in Bündel verpackt verkauft.

## Geschichte
Die Nudeln sollen zuerst in der Nara-Zeit (710–794), später während der Kamakura-Zeit (1185–1333) aus China nach Japan gebracht worden sein. Erst in der Edo-Zeit (1603–1868), als die Weizenproduktion zunahm, wurden sie mehr gegessen.

## Zubereitung

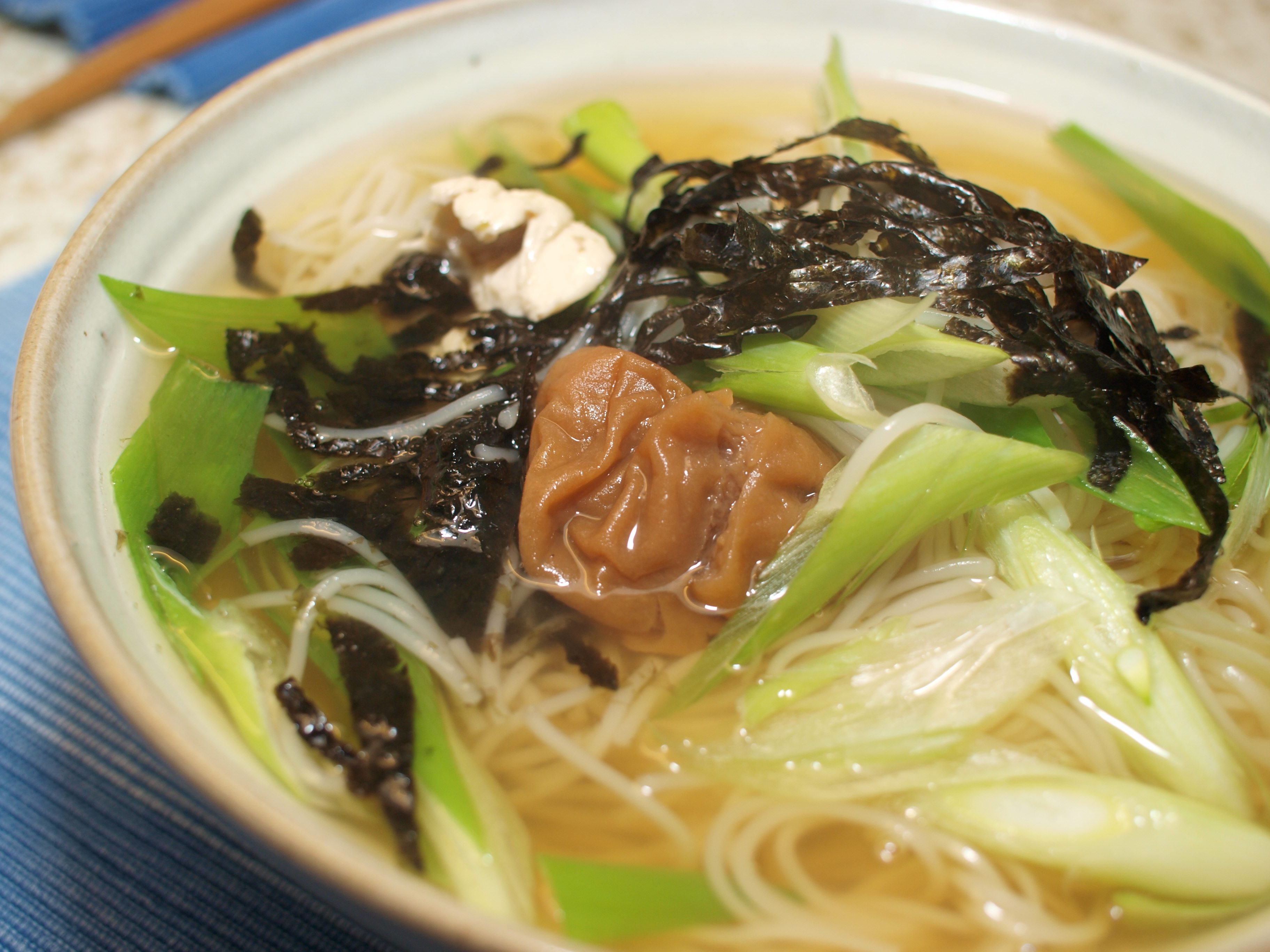
Nyūmen – 煮麺 – mit Umeboshi

Wie Hiyamugi sind Sōmen eine Sommerspeise. Sie werden meist kalt gegessen und oft in Eiswasser schwimmend serviert. Dazu wird eine Sauce auf Sojasaucenbasis zum Eintunken der Nudeln serviert.
Gelegentlich werden Sōmen auch im Winter gegessen, dann heiß als Suppe mit Gemüse, Fisch und anderen Zutaten. Sie werden dann Nyūmen genannt.

## Varianten
- Cha Sōmen, mit Matcha-Pulver[2]

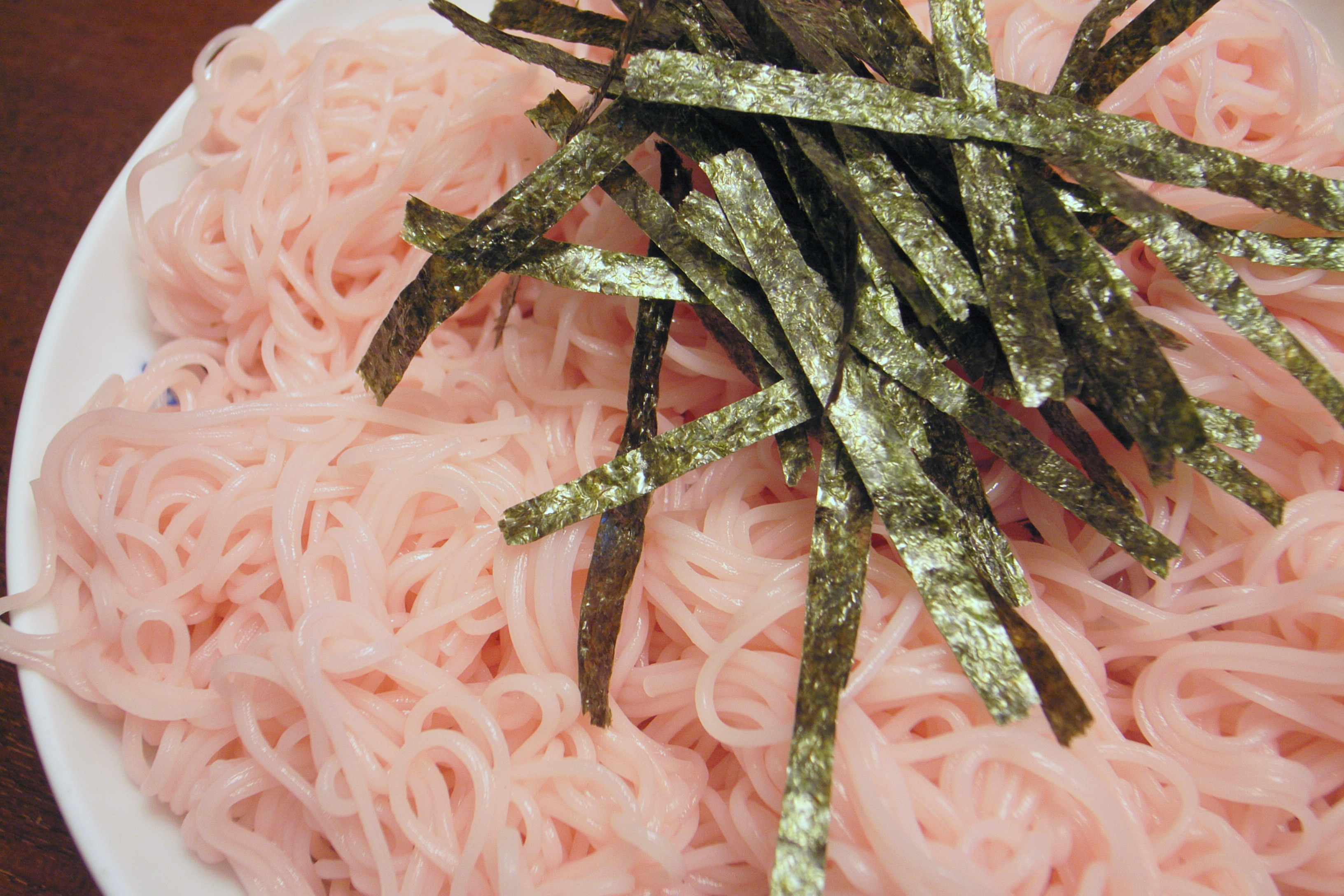
Ume-Sōmen mit Nori – 梅そうめん

- Nyūmen, warm in Suppe zubereitete Somen mit Gemüse, Fisch[2]
- Tamago Sōmen, mit Eidotter im Teig[2]
- Ume Sōmen, mit Shiso pink gefärbt[2]